# Antrostomus vociferus
Antrostomus vociferus là một loài chim trong họ Caprimulgidae.